# Отцы-основатели Европейского союза
«Отцы-основатели Европейского союза» — деятели, внесшие значительный вклад в создание Европейского союза в его сегодняшнем виде. Не существует никакого официального списка отцов или одного критерия, определяющего их таковыми.

## Отцы-основатели Европы
Строго говоря, это название было дано прессой и историографией группе из семи политиков, которые играли ключевую роль в реализации европейского строительства:
- Конрад Аденауэр
- Жозеф Беш
- Йохан Виллем Бейен
- Альчиде де Гаспери
- Жан Монне
- Робер Шуман
- Поль-Анри Спаак

## Предложения и Римский договор
Граф Рихард Куденхове-Калерги (1894—1972) опубликовал манифест панъевропа, который в 1923 году создал одноимённое движение. В начале 1950-х годах Робер Шуман (1886—1963), основываясь на плане Жана Монне (1888—1979), призывал к созданию Европейского объединения угля и стали в своей «Декларации Шумана». Жан Монне стал первым председателем Верховного Органа Общей ассамблеи Европейского парламента и стал заметной фигурой в развитии европейской интеграции.
Всё началось в 1957 году с подписания Римского договора о создании Европейского экономического сообщества. Хоть и не все люди, подписавшие договор, получили известность, как «отцы-основатели», но в их число вошёл Поль-Анри Спаак (1899—1972), который работал над договором, а также над созданием союза Бенилюкс, впоследствии стал первым председателем Парламентской ассамблеи Европейского парламента. Другими отцами-основателями, которые подписали договор, были Конрад Аденауэр (1876—1967) из Германии и Джозеф Бек (1887—1975) из Люксембурга.

## Другие
Кроме того, отцами-основателями также считаются: Уинстон Черчилль (1874—1965), выступивший с речью в Цюрихе в 1946 году, где он призывал к созданию Соединённых Штатов Европы, начиная с создания Совета Европы (был создан несколько лет спустя). Альчиде де Гаспери (1881—1954), который был итальянским премьер-министром, а также министром иностранных дел в момент создания ЕОУС, впоследствии стал вторым председателем Европейского парламента; Жак Делор (род. 1925), который был успешным председателем Европейской комиссии в 1980-х и 90-х годах; Сикко Мансхольт (1908—1995), голландский министр и председатель Европейской комиссии; Лоренцо Натали; Мариу Суареш (1924—2017), был португальским премьер-министром, во время правления которого Португалия вступила в ЕС; Альтиеро Спинелли (1907—1986), либеральный социалист, активный участник итальянского сопротивления и Европейского движения федералов, который стал видным ЧЕП и Еврокомиссаром, а также Пьер Вернер (1913—2002), премьер-министр Люксембурга.